# Langemarck-Kaserne (Koblenz)
Die Langemarck-Kaserne ist eine militärische Liegenschaft in Koblenz (Rheinland-Pfalz), die nach dem Schlachtfeld bei Langemark benannt ist, auf dem am 10. November 1914, in der dritten Phase der Ersten Flandernschlacht im Ersten Weltkrieg, ein Angriff deutscher Truppen stattfand. Obwohl die Gebäude im Stadtteil Lützel nicht als Kaserne errichtet wurden und auch die meiste Zeit nicht diesem Zweck gedient haben, hat sich der von der Wehrmacht eingeführte Name erhalten. Heute sind auf dem Areal Teile des BAAINBw und die Wehrtechnische Studiensammlung untergebracht.

## Geschichte
Ab 1907 begann man mit dem Bau der Anlage als Korps-Bekleidungsamt des VIII. Armeekorps auf dem Gelände der am 13. März 1890 aufgelassenen und bis 1903 bereits in großen Teilen niedergelegten Moselflesche. Der Komplex war 1910 fertiggestellt. Das Bekleidungsamt, das unter anderem die Uniformen und persönliche Ausrüstung für die im Mobilmachungsfall einzuberufenden Reservisten dieses Armeekorps eingelagert hatte, bestand aus vier großen Magazingebäuden, dem Wachhaus, dem Kommandantenhaus, drei Verwaltungsgebäuden und einer Doppelreihe von Remisen. Im aufgefüllten Frontgraben wurde allerdings bereits 1900/01 die Garnisons-Dampfwaschanstalt errichtet. Der Haupteingang befand sich, wie auch bei dem vormaligen Festungswerk, im Osten und war von der Mariahilfstraße aus erreichbar.

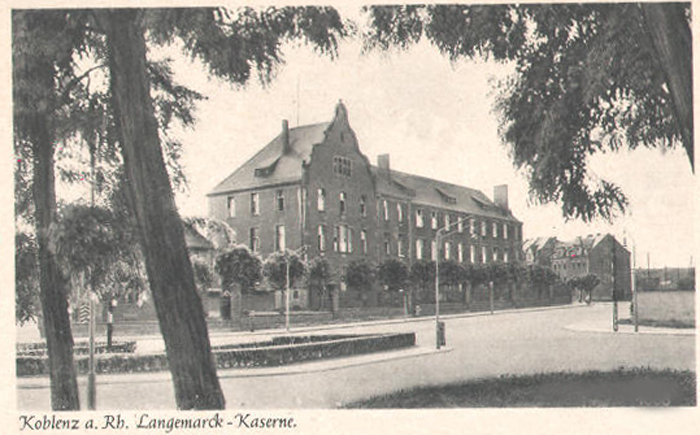
Block (Magazingebäude) des Korpsbekleidungsamts nach 1934 – im Vordergrund der Langemarckplatz (hinter dem rechten Baum ist das Wachgebäude erkennbar, Blickrichtung: Westen)

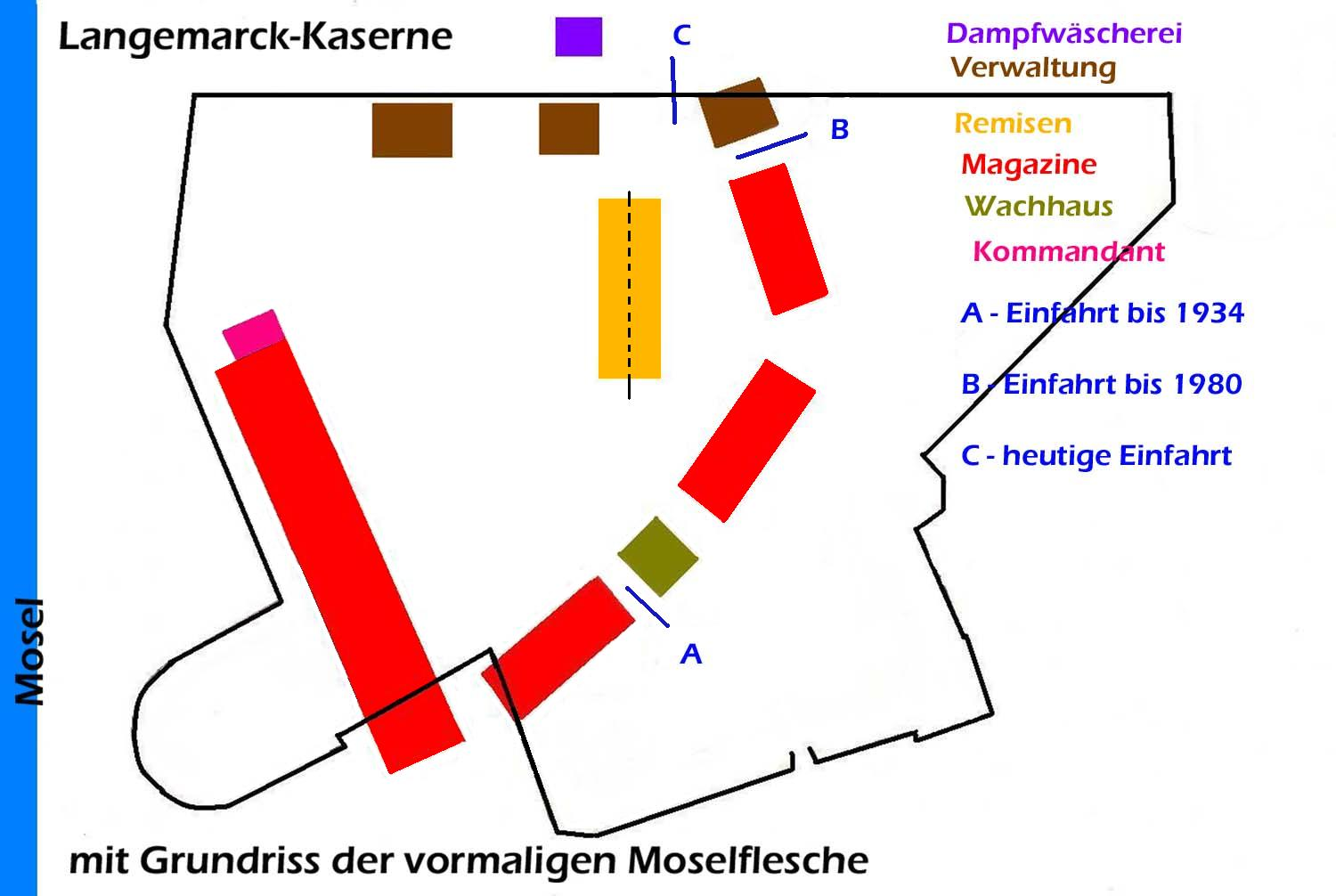
Plan der Kaserne mit Grundriss der vormaligen Moselflesche (gewestet)

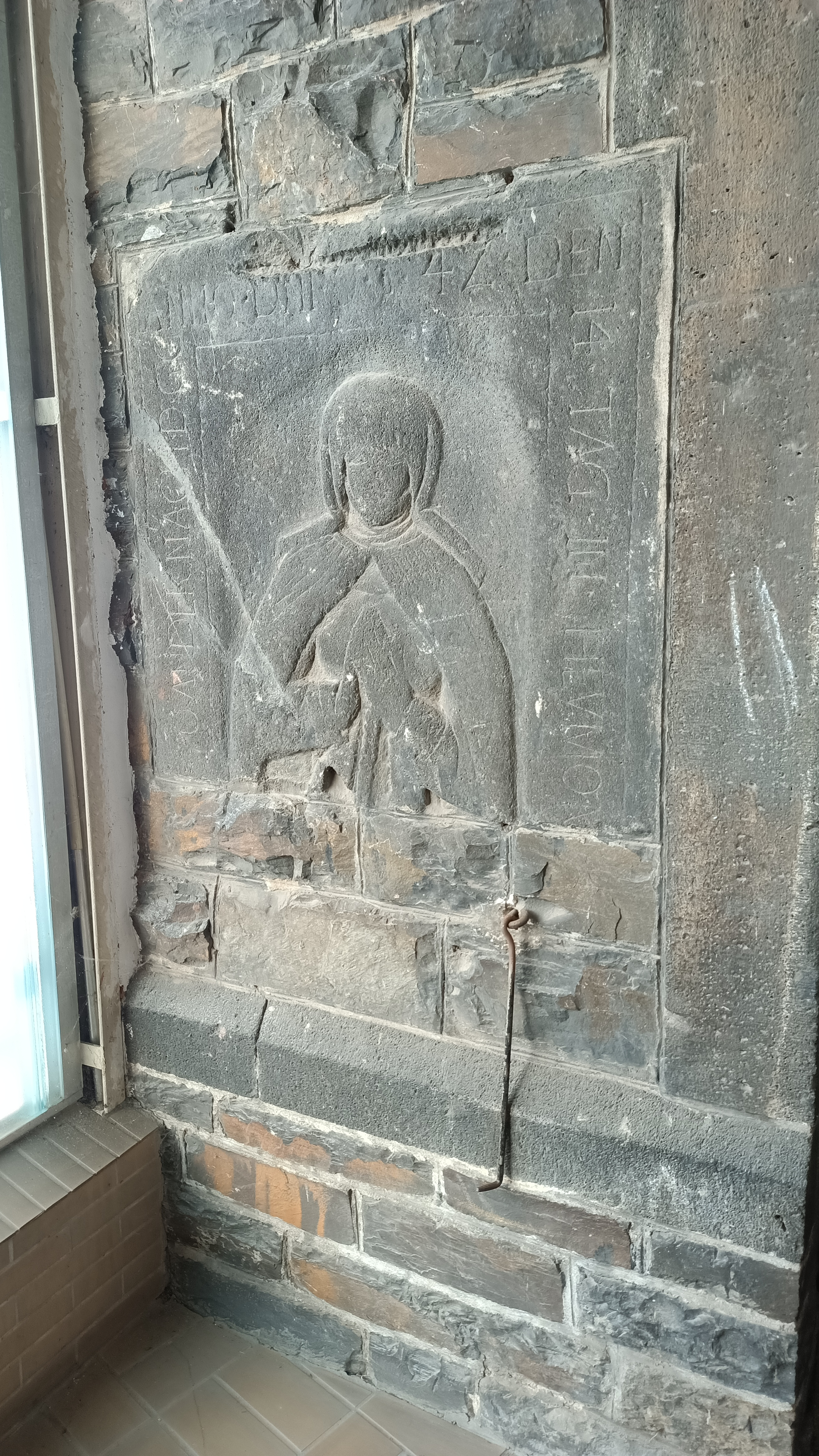
Grabplatte als Spolie an einem ehemaligen Magazingebäude

Die Kaserne liegt heute postalisch an der Mayener Straße (Hausnummern 83 A bis mindestens 91), die entlang der Nordseite der Liegenschaft verläuft, und die dort ein Streckenabschnitt der Bundesstraße 416 ist. Bis 1934 befand sich die Einfahrt der Liegenschaft am östlich der Liegenschaft gelegenen Langemarckplatz, den die Mayener Straße – damals in ostsüdöstlicher Richtung – überquert. Im Zuge des vierspurigen Ausbaus der Bundesstraße 9, die die Mayener Straße auf dem Langemarckplatz kreuzt, wurde die Kreuzung auf dem Langemarckplatz ⅞-höhenfrei gestaltet. Die Kaserneneinfahrt war allerdings bereits beim Bau der Moselbrücke in die Mayener Straße verlegt worden. Bei der Umgestaltung des Langemarckplatzes wurde der Bürgersteig entlang des Kasernengeländes unmittelbar an die Bauwerke verlegt, wobei der davorliegende Streifen mit dem ehemaligen Kasernenzaun einbezogen wurde. Die Lücken zwischen den Bauwerken wurden mit Teilen des Kasernenzauns (Gitterzaun) verschlossen. Die Bushaltestelle auf der Mayener Straße, an der Ecke Karl-Russell-Straße, unmittelbar vor der Kasernen-Liegenschaft, heißt „Langemarckplatz“ (oder „Lützel Langemarckpl.“).
Nach dem Ende des Ersten Weltkrieges übernahm die Stadt Koblenz das Gelände, das jedoch zunächst von der amerikanischen, später von der französischen Besatzung beschlagnahmt und in Caserne Valmy umbenannt wurde. Hier waren eine französische Militärbäckerei, eine Unteroffiziersschule und eine Luftschiffereinheit untergebracht. Erst nach dem Abzug der Franzosen im Jahre 1929 konnte die Stadt wieder über die Liegenschaft verfügen.
Nach der Remilitarisierung des Rheinlandes im Jahre 1936 übernahm die Wehrmacht im Jahr darauf die Kaserne und gab ihr den Namen „Langemarck-Kaserne“. Nach erfolgter Renovierung in den Jahren 1937/38 wurde sie zunächst mit dem Pionier-Bataillon 34 belegt, das dann bereits ein Jahr später von der Beobachtungsabteilung 34 ersetzt wurde. Dieser Truppenteil (bzw. sein Ersatztruppenteil) blieben bis zum Ende des Zweiten Weltkrieges hier stationiert.
Nach dem Krieg, den die Gebäude schwer beschädigt überstanden hatten, wurde die Kaserne in vereinfachter Form wiederaufgebaut und wiederum mit französischen Besatzungstruppen belegt. Da hier überwiegend Chasseurs à pied stationiert wurden, hieß das Areal nunmehr Quartier Général Frère, einige Zeit war auch eine marokkanische Infanterieeinheit in der Kaserne untergebracht.
Als letzte Truppenteile der französischen Armee verließen im Jahre 1969 das 2e bataillon de chasseurs à pied (2. Bataillon Jäger zu Fuß) und die 40e compagnie de transmissions (40. Fernmeldekompanie) in Richtung Neustadt die Kaserne und damit Koblenz. Danach wurden im nordwestlichen Block die Kraftfahrzeug-Zulassungsstelle der Stadt untergebracht und Teile des Gebäudes von einer Spedition genutzt. Auch hatte das Amt für Brand- und Katastrophenschutz eine Einheit der Freiwilligen Feuerwehr hier stationiert und nutzte es als Notfall-Lager. In Teilen der ehemaligen Remisen im Hof war eine Kraftfahrzeug-Reparaturwerkstatt angesiedelt.
Im Jahre 1980 zog das Bundesamt für Wehrtechnik und Beschaffung in die Liegenschaft ein, wobei der zuletzt zivil genutzte Block an die Wehrtechnische Studiensammlung (WTS) übergeben wurde. Durch die ständige Vergrößerung der WTS war es notwendig geworden, den vorderen Bereich der Remisen abzubrechen und an deren Stelle einige große Hallen zu errichten, in denen Großgerät ausgestellt wird.
Aus Platzgründen wurde im Jahre 2004 entschieden, die Wehrtechnische Studiensammlung in den Technischen Bereich West der ehemaligen Fritsch-Kaserne in Koblenz-Niederberg zu verlegen. Dieser Beschluss wurde ebenso wenig realisiert wie eine Planung zur Verlegung auf das Gelände der Außenstelle (Wasserplatz) der Wehrtechnischen Dienststelle 41 in Koblenz-Metternich.
Im Intranet der Bundeswehr wurde die Langemarck-Kaserne als längerfristig abzugebenden Liegenschaften verzeichnet.

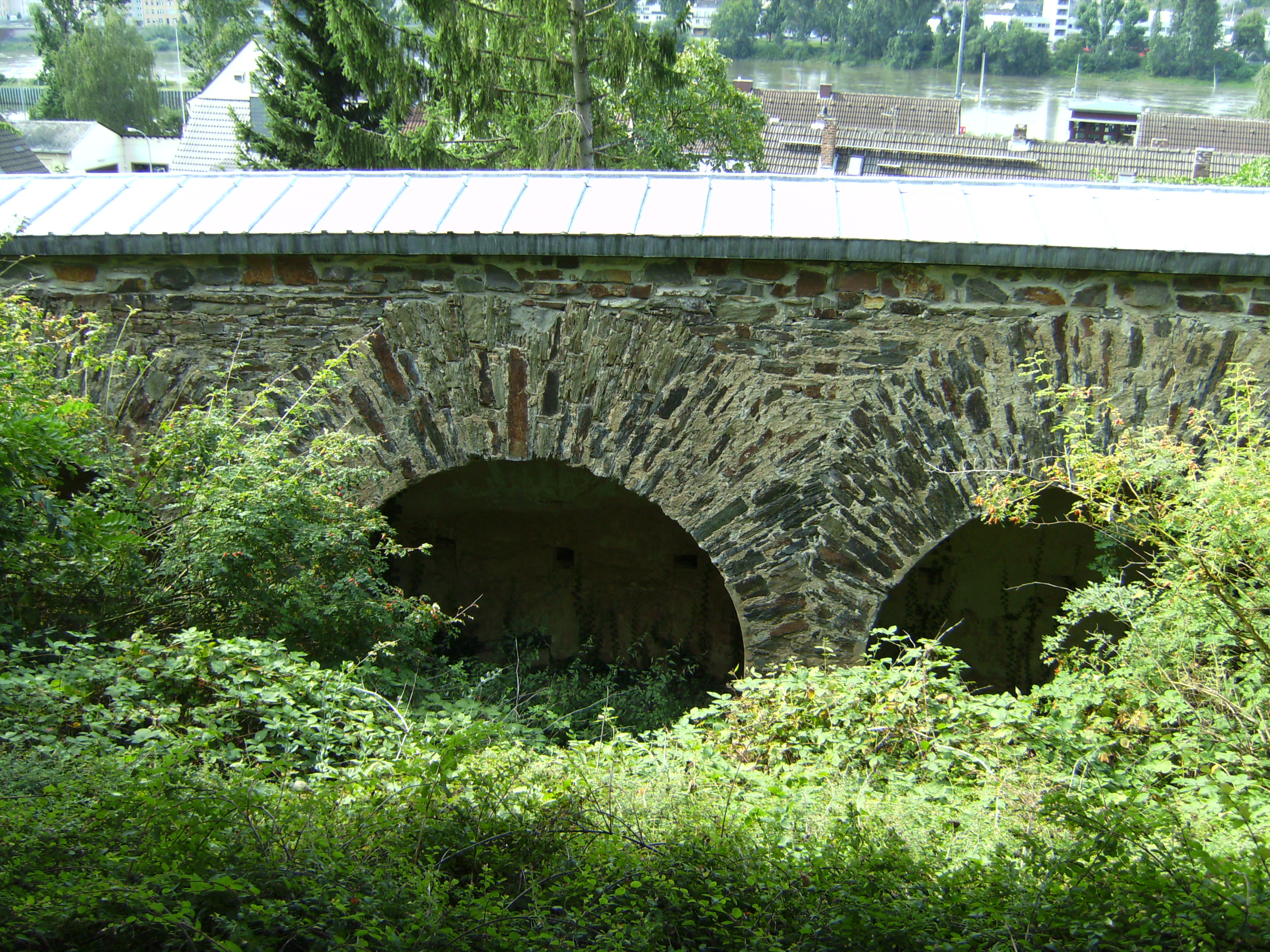
Überreste der Flankenmauer der Moselflesche und Begrenzung des Geländes nach Süden

An der Südsüdostseite des Gebäudes Mayener Straße, Hausnummer 85 (einem der ursprünglichen Magazingebäude), das von der Wehrtechnischen Studiensammlung im BAAINBw genutzt wird und mit der Großgerätehalle verbunden worden ist, befindet sich ein Fragment einer Grabplatte (aus Basaltlava) mit Flachrelief, die in die Gebäudewand wohl bei der Errichtung 1904 eingelassen wurde. Diese Spolie stammt aus der 1. Hälfte des 16. Jahrhunderts; sie ist ein Kulturdenkmal der Kreisfreien Stadt Koblenz. Die Inschrift auf der Platte lautet:
ANDERNACH D.G.G. ANNO DNI (Jahreszahl verwaschen) DEN 14. TAG IM HEUMOND
An der südlichen Grenze der Liegenschaft befinden sich noch Reste der Moselflesche (die südliche Face mit Eskarpe mit Rondengang und Quermauern und im stumpfen Winkel dazu die anschließende Futtermauer), die ebenfalls als Kulturdenkmal im Denkmalverzeichnis stehen.